# Holmsundfjorden
Holmsundfjorden er en fjord i Gildeskål kommune i Nordland fylke i Norge. Fjorden er en fortsættelse af Morsdalsfjorden og ligger på sydsøstsiden af Sandhornøya og går 9 km mod nord til Nordsandnes hvor den møder Nordfjorden som går videre nordover og Beiarfjorden som går mod øst.
I syd begynder fjorden mellem Kvarsnes i vest og Lefsneset i øst. Holmsundøy ligger cirka midt i fjorden et stykke mod syd. Lidt længere mod nord ligger bebyggelsen Skjelvika på vestsiden. Nord for Skjelvika ligger Tverrsundet. Her krydser Fylkesvej 472 fjorden via den 374 meter lange Sandhornøy bro. Tverrsundet går omkring Framnes og ender ved Nordsandnes som markerer den nordlige grænse af Holmsundfjorden. 
Fylkesvej 17 går langs østsiden af fjorden.